# Куигг, Скотт
Скотт Куигг англ. Scott Quigg (9 октября 1988 года в Бури, Ланкашире, Великобритания) — британский боксёр-профессионал, выступающий во второй легчайшей (до 55,3 кг) весовой категории. Регулярный чемпион мира (по версии WBA, 2013—2016).

## Любительская карьера
На любительском ринге Скотт Куигг провёл 12 боев: 10 побед 2 поражения. Он выиграл юношеский чемпионат страны по версии ABA после 7 боев и представлял Англию в 4-бою выиграв золотую медаль на одном из небольших международных турниров.

## Профессиональная карьера
Куигг дебютировал на профессиональном ринге в 2007 году в весовой категории до 53,5 кг. Провёл 19 рейтинговых поединков, и в 20-м бою завоевал титул интерконтинентального чемпиона по версии WBA, победив нокаутом аргентинца Сантьяго Аллоне. В июле 2011 года завоевал статус обязательного претендента на титул чемпиона мира по версии WBA, нокаутировав венесуэльца Франклина Валеро.
22 октября Куигг досрочно победил соотечественника Джейсона Бута и завоевал титул чемпиона Великобритании по версии BBBofC.
В июле 2012 года Скотт Куигг встретился с британцем Рандаллом Мунро в бою за титул временного чемпиона мира по версии WBA, в весовой категории до 55,3 кг. От случайного столкновения головами у Мунро образовалось сильное рассечение, была зафиксирована техническая ничья. Был назначен реванш в котором Куигг победил досрочно.
5 октября 2013 года в бою за вакантный титул чемпиона мира, Куигг свёл вничью бой с кубинцем, Йоандисом Салинасом.
Менее чем через два месяца, Куигг снова поборолся за вакантный чемпионский титул. В этом бою он нокаутировал аргентинца, Диего Оскара Сильву.
19 апреля 2014 года в первой защите титула, Куигг нокаутировал южноафриканца, Тшифиву Муньяи.
27 февраля 2016 года в объединительном поединке, Куигг потерпел первое поражение в карьере проиграв раздельным решением, британцу, Карлу Фрэмптону.
10 декабря 2016 года победил мексиканца Хосе Каетано и завоевал вакантный титул WBA International.